# هولی همپسون
هولی همپسون (انگلیسی: Holly Sampson) یک بازیگر پورنوگرافی اهل ایالات متحده آمریکا است.